# Nižnij Bestjach
Nižnij Bestjach (in lingua russa Нижний Бестях, in lingua sacha Аллараа Бэстээх, Allaraa Bėstėėch) è un insediamento urbano situato nella Sacha-Jakuzia, nell'estremo oriente della Russia. È il centro amministrativo del Megino-Kangalasskij ulus. 
Si trova nella parte occidentale dell'ulus, sulla riva destra del fiume Lena, di fronte alla città di Jakutsk.

## Storia e geografia
È stato fondato nel 1920 come punto di trasbordo merci ed è tuttora un punto di smistamento e stoccaggio. Si trova sulla strada federale A360 Lena. dove il tratto «Kolyma» si unisce al tratto «Lena» e alla confluenza con la R502 che lo collega a Majja e Amga. Un servizio di traghetti collega Nižnij Bestjach a Jakutsk d'estate, mentre d'inverno il fiume Lena ghiacciato può essere attraversato su ruote. Una stazione ferroviaria a 10 km di distanza è in attesa di essere operativa anche per il servizio passeggeri. Nel 2015 contava 3 638 abitanti.